# Ramón Ibarra y González
José Ramón Ibarra y González ( Olinalá, 22 de octubre de 1853- Ciudad de México,1 de febrero de 1917) fue un arzobispo católico mexicano. Fue el cuarto de Chilapa, último obispo y el primer arzobispo de Puebla. Padre y protector de las Obras de la Cruz. Hombre de grandes talentos intelectuales pero de gran modestia y sencillez. Educador entusiasta, constructor y promotor de grandes iniciativas sociales y educativas. Ahora, existe una causa para su beatificación y canonización.

## Biografía

### Formación
José Ramón nació el 22 de octubre de 1853 en la localidad guerrerense de Olinalá, México.
Realizó su formación primaria, en Izúcar de Matamoros y Puebla; fallecido su padre es llevado por su madre a Acatlán de Osorio donde aprende los rudimentos del latín con el padre José María Cáceres. Ingresó en el Pontificio Seminario Palafoxiano Angelopolitano. En 1876 culminaron sus estudios de jurisprudencia y es enviado a Roma en 1877. 
Después de la muerte de su madre marcha a Roma en junio de 1877 para ingresar al Colegio Pio Latinoamericano y posteriormente a la Universidad Gregoriana. En 1878 recibió las órdenes menores y el subdiaconado. En 1879, el diaconado. El 21 de febrero de 1880 se ordenó de sacerdote en la Basílica Lateranense y al día siguiente cantó su primera misa.  
En 1880, obtiene la licenciatura en Derecho Canónico. En 1881 obtiene el doble doctorado en Derecho Canónigo y en Derecho Civil Romano. En 1882 presenta el examen de Filosofía y le es otorgado el grado de doctor de Filosofía por la Academia Romana de Santo Tomás de Aquino. Dicho examen fue brillantísimo. Por lo que el Papa León XIII quiso conocer a tan talentoso estudiante. Lo felicita y lo premia con una medalla especial por sus logros académicos. 

### Puebla

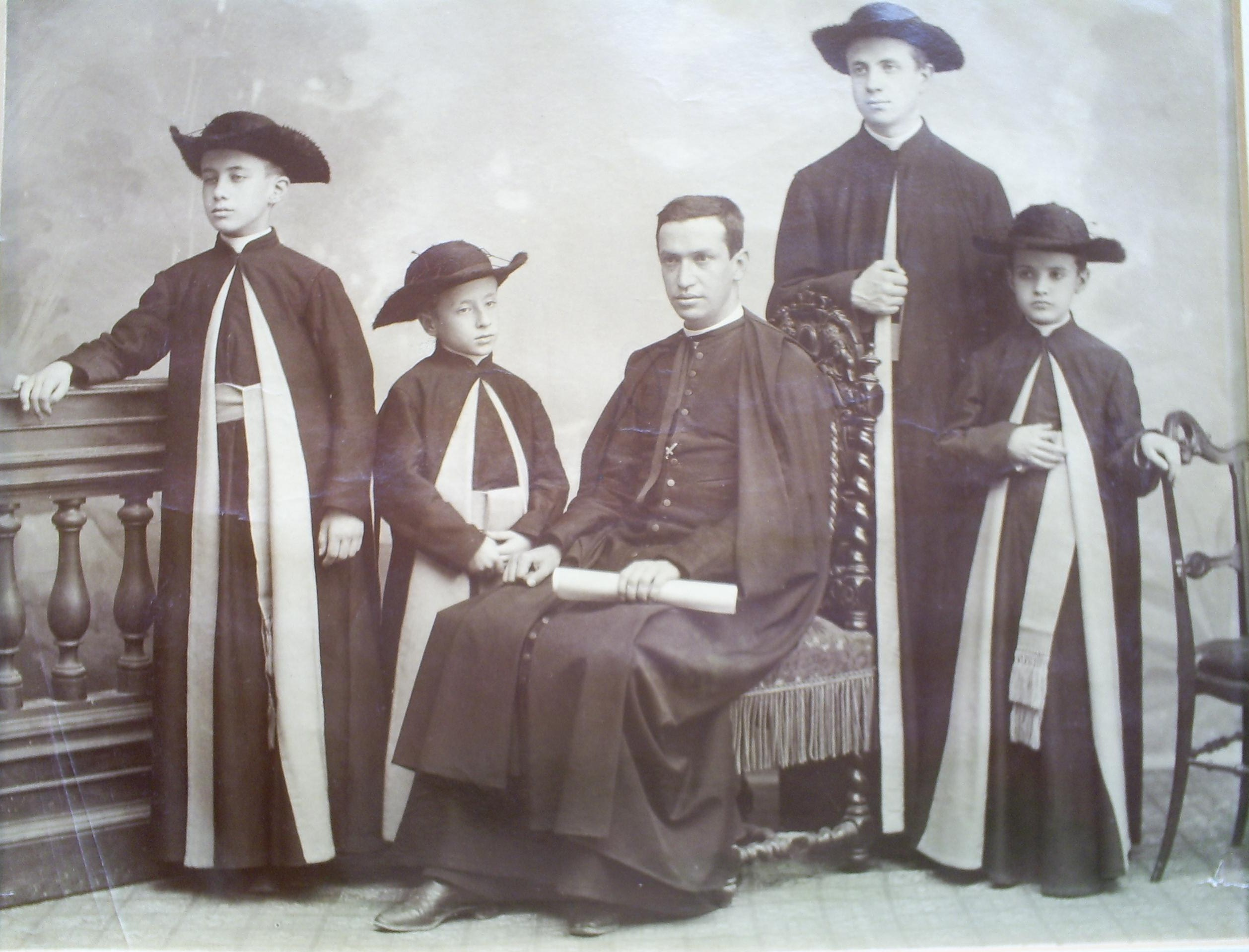
Sentado vemos a Ramón Ibarra y González como Vicario Capitular de Puebla con los niños Tritschler y Córdova durante la histórica primera peregrinación mexicana a Roma. A su derecha, Guillermo llegaría a ser arzobispo de Monterrey y Martín atrás de él, arzobispo de Yucatán, en los extremos Alfonso Tritschler y Luis de la Maza quien sería canónigo de la Catedral Metropolitana.

De regreso a Puebla en diciembre de 1882 funge como profesor del Seminario y capellán del Templo de San Pedro entre otros cargos. En 1886 fue comisionado por el obispo Mora y Daza para fundar la academia Teojurista que fue el renacimiento del Pontificio Seminario Palafoxiano Angelopolitano luego de su desalojo del Hospitalito, despojado por las Leyes de Reforma en 1886, para lo cual adquirió junto con el canónigo Prisciliano José de Córdova el edificio del ex convento de Betlemitas anexo al templo de Belén que funcionó hasta la Revolución Carrancista. 
En 1885 fue nombrado canónigo de la Catedral Angelopolitana por el obispo Mora y Daza que también lo designa presidente de la comisión organizadora de la primera peregrinación diocesana al Tepeyac el 11 de febrero de 1887, que aún se sigue organizando, y en 1888 es nombrado vicario capitular por el mismo obispo quien fallece ese mismo año justo antes de la histórica primera peregrinación mexicana a Roma de la que Ibarra y González es organizador y al mismo tiempo peregrino. De regreso a México entregó el gobierno de la diócesis de Puebla al señor Melitón Vargas, quien lo nombró provisor el 2 de septiembre de 1888. 

## Episcopado

### Obispo de Chilapa
Elige a la Compañía de Jesús para su superación espiritual en la Casa de Loyola, España donde lo sorprende el anuncio de su preconización como Obispo de la Diócesis de Chilapa. Es consagrado en Roma el 5 de enero de 1890 en la capilla del nuevo Colegio Pio Latino Americano.
La Diócesis de Chilapa abarcaba todo el Estado de Guerrero cuando monseñor Ibarra y González tomó posesión en julio de 1890 gobernándola por espacio de 11 años en los que en medio de dificultades fundó junto a la católica seglar Concepción Cabrera de Armida el movimiento del Apostolado de la Cruz siendo avalado por el Papa León XIII el 3 de mayo de 1895 y confiado a los Misioneros del Espíritu Santo por el Papa Pío XI el 9 de julio de 1926. Fundó el Colegio del Sagrado Corazón de Jesús para niños y jóvenes e inició las obras de la Catedral de Chilapa de grandes dimensiones empero fue destruida por un incendio en el año de 1930. Fundó la congregación de Misioneros Guadalupanos con miras a la evangelización y civilización de las razas indígenas. Tuvo que dejar su ministerio en Guerrero pues el Papa León XIII lo había nombrado Obispo de Puebla tomando posesión el 6 de julio de 1902.

### Episcopado Puebla

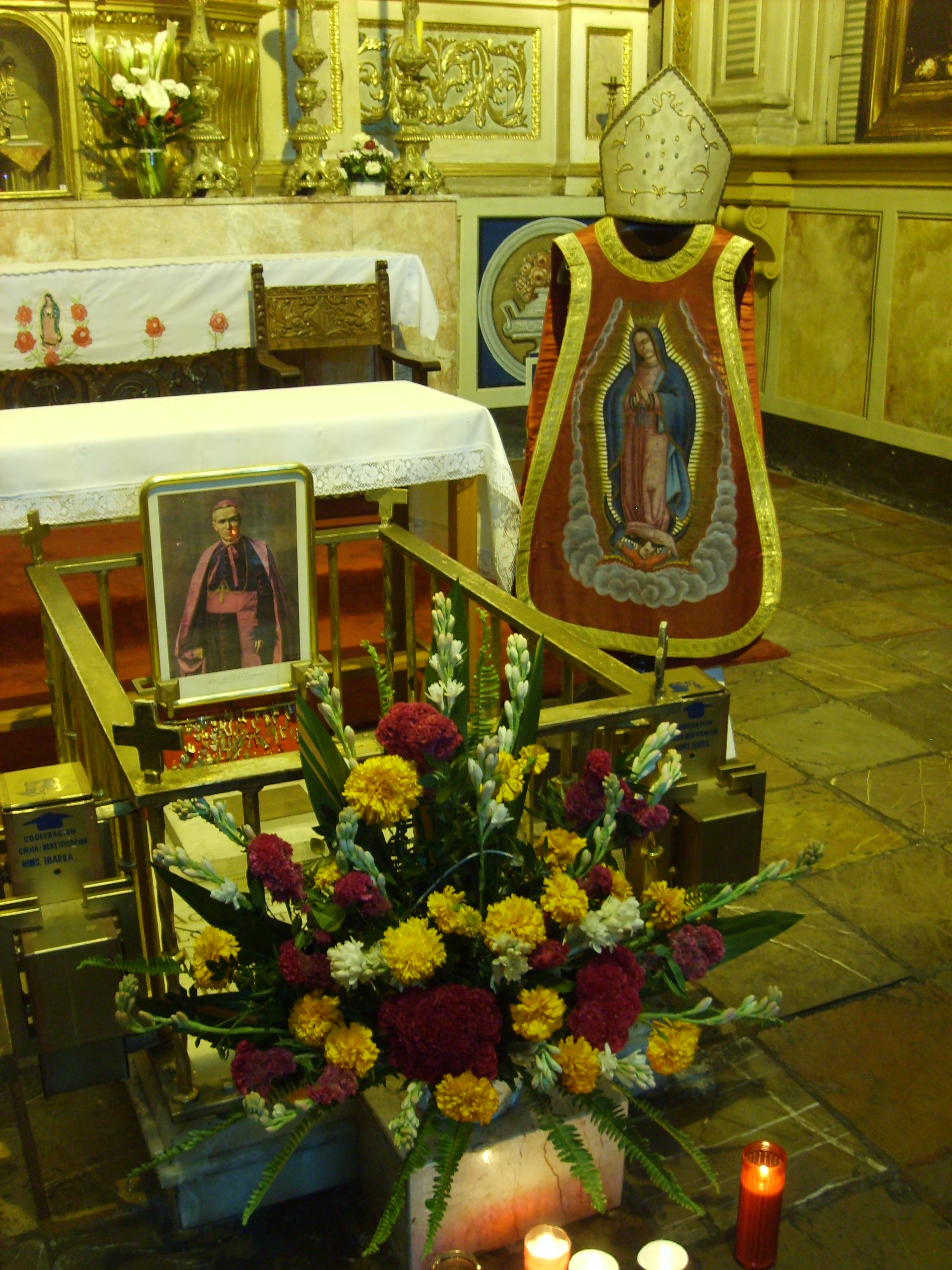
La Capilla de la Virgen de Guadalupe de la Catedral de Puebla guarda los restos de su primer arzobispo Ramón Ibarra y González.

En el año de 1902 Ramón Ibarra y González fue trasladado al obispado de Puebla en donde tomó posesión el 6 de julio. El papa San Pío X por bula del 8 de febrero de 1904 mando que se erigiese en arquidiócesis la sede episcopal de la Puebla de los Ángeles, con supresión del título que tenía de Tlaxcala que tenía en la jerarquía católica. Por esa razón Ramón Ibarra y González fue el último obispo de la diócesis de Tlaxcala o Puebla de los Ángeles y el primer arzobispo de Puebla. El 8 de febrero se ejecutó la bula por el arzobispo de México Próspero María Alarcón y Sánchez de la Barquera. 

## Obras
OBRAS DE LA CRUZ
Como parte de su trayectoria apostólica, es importante reconocer la misión desarrollada por Monseñor Ibarra en favor de las Obras de la Cruz. Después de conocer a la beata Concepción Cabrera de Armida decidió ayudarla en la consolidación y desarrollo del Apostolado de la Cruz; obra a la que Mons. Ramón Ibarra dedicó gran parte de su tiempo y energías. Además de dar a conocer el Espíritu de la Cruz, obtuvo la autorización, por parte de la Santa Sede, para la fundación de los Misioneros del Espíritu Santo (quinta Obra de la Cruz). En el año de 1913, organizó una peregrinación a Tierra Santa, sin embargo, al pasar por Roma, aprovechó la ocasión para tratar con el Papa S. Pío X el asunto de la aprobación de los Sacerdotes de la Cruz, es decir, de los Misioneros del Espíritu Santo, consiguiendo avances muy importantes en dicho aspecto. Más tarde, el 25 de diciembre de 1914, en plena persecución religiosa, se llevó a cabo la fundación de los Misioneros del Espíritu Santo; Congregación de Derecho Pontificio fundada tanto por el Venerable P. Félix de Jesús Rougier como por la Beata Concepción Cabrera de Armida. Monseñor Ibarra, fue el primer Misionero del Espíritu Santo en morir dentro de la naciente Congregación.
CATEDRALES
inició los trabajos de construcción de la grandiosa Catedral de Chilapa, cuyas dimensiones actuales son casi las mismas que proyectó el mismo: tan grande que, después de las de México y Puebla, no había otra mayor en México. Para transportar el material de construcción al sitio de la obra, construyó el primer sistema de rieles de tren en todo el Estado de Guerrero. Esta catedral fue terminada por monseñor Fidel Cortés el 26 de enero de 1962, para el centenario de la erección de dicha diócesis.
El 4 de diciembre de 1904, con aprobación de la Santa Sede, eleva la Catedral de Puebla a Basílica Menor, teniendo en cuenta no solo su maravillosa arquitectura y su antigüedad, sino haber sido la primera Catedral de América dedicada a la Inmaculada Concepción de María. 

EDUCATIVA
Durante toda su vida sacerdotal y episcopal Monseñor Ramón Ibarra y González fue un apóstol de la educación. No solo trabajó intensamente por los seminarios diocesanos de Puebla y Chilapa, sino también por la educación de la niñez y de la juventud de ambos sexos en los colegios seglares. Por eso hizo traer de España a las Religiosas de la Compañía de Santa Teresa de Jesús (Religiosas Teresianas) en 1888. Así mismo, con apoyo de bienhechores, logró traer de Francia a los grandes educadores de los Hermanos de las Escuelas Cristianas La Salle en enero de 1906. Comprendió la urgente necesidad de una buena preparatoria para los jóvenes que habrían de seguir carreras universitaria.
Siendo obispo de Chilapa, estableció una academia nocturna para adultos. Con su acostumbrado espíritu de iniciativa, deseoso del mejoramiento cultural y social de la gente, llevó a Chilapa profesores de diversas materias, inclusive de piano y canto para el servicio de los colegios. Adquirió en la ciudad de México una imprenta y llevó tipógrafos que la atendieran y enseñasen a otros. Adquirió de Estados Unidos los aparatos necesarios para construir el primer observatorio meteorológico y sismológico en todo el Estado de Guerrero.
Renovó los reglamentos y estatus del Seminario de Chilapa; reformó el edificio y le dotó de algunos aparatos de física y química. Se preocupó también de las ciencias y lenguas principales, de que hubiera buenos profesores de francés, y al mismo tiempo de las lenguas indígenas que se hablaban en la diócesis.
En Puebla, estableció planteles de educación en los anexos del Santuario de Guadalupe y del Calvario, atendidos por los Misioneros Guadalupanos, fundados por él mismo. Dio ánimo al Pbro. Luis de la Torre para fundar una congregación religiosa, que se dedicaría a la enseñanza católica de las niñas, justamente por indicación de Monseñor Ramón Ibarra se llamarían Hijas de Santa María de Guadalupe.
Mejoró la escuela normal católica de profesores en Puebla, fundada por el obispo Perfecto Amézquita y Gutiérrez, Facilitó un local para el Colegio Pío de Ates y Oficios.
Elevó el Seminario Palafoxiano de Puebla a rango de Universidad. Aumento el personal de catedráticos del Seminario en sus varios departamentos y reformó el plan de estudios. Adoptó el programa de la Escuela Nacional de México para los cursos de la Facultad de Jurisprudencia del Seminario. Progresista y amante de las ciencias, estableció un magnífico observatorio astronómico, dotándolo de todos los instrumentos y aparatos necesarios. Estableció los laboratorios de física y química.
SOCIAL
Por otro lado, monseñor Ramón Ibarra fue un entusiasta impulsor y fundador de obras católicas de apostolado seglar. Había en aquella época principios de los que hoy llamamos Acción Católica Mexicana e instituciones sociales que hacia positivo bien, Asimismo fundó en Puebla los círculos católicos de obreros, que llegaron a ser nueve y produjeron bienes positivos en las clases trabajadoras de principios del siglo XX. Favoreció las escuelas de ambos sexos para niños pobres, que sostenían la sociedad católica.

## Fallecimiento
El 30 de enero de 1917 en la Ciudad de México, rodeado de algunos de sus fieles sacerdotes y en estrecho catre dictó a sus colaboradores su testamento, la adhesión a la Santa Sede, la devoción a la Virgen de Guadalupe, la fidelidad al Espíritu Santo, al Sagrado Corazón de Jesús y a la Santa Cruz, fueron los puntos principales que tocó el arzobispo antes de morir siéndole administrado el sagrado viático por el obispo de León Valverde Téllez. Murió víctima de diabetes el 1 de febrero de 1917, a las 7:50 pm, cuando aun México atravesaba por la vorágine de la revolución constitucionalista.

## Proceso de beatificación
El 23 de febrero de 1964, con las facultades de la Santa Sede, se inicia el Proceso Diocesano de la Causa, comentando con los procesos "de no cultu" y de escritos. El 11 de junio de 1965, se inicia el proceso informativo sobre la fama de santidad, virtudes y milagros. El 21 de septiembre de 1965, se entregan en la segunda Congregación de Ritos en las actas y escritos de los primeros procesos: " de no cultu" y "de escritos". El 12 de julio de 1973, la Santa Sede lo declara Siervo de Dios para iniciar un proceso de investigación de la vida y virtudes de Monseñor Ibarra. Esta última declaración abre el camino hacia una futura beatificación y posterior canonización.
El 9 de abril de 1990, el Papa Juan Pablo II lo declaró Venerable. Actualmente, en estrecha colaboración con el Clero Diocesano de Puebla, la Familia de la Cruz y toda la Iglesia de Puebla continúan trabajando por la Causa de Beatificación y Canonización de Monseñor Ramón Ibarra y González.
Desde 1970, existe un Museo de las reliquias del Venerable Monseñor Ramón Ibarra y González, que se ubica en la Avenida 5 Poniente No. 121, en el Centro Histórico de Puebla, México. Su horario de visita es de lunes a viernes de 10:00 am a 13:30 pm. 